# Bordils
Bordils – gmina w Hiszpanii, w prowincji Girona, w Katalonii, o powierzchni 7,38 km². W 2011 roku gmina liczyła 1737 mieszkańców.